# 698
698 (DCXCVIII, na numeração romana) foi um ano comum do século VII, do Calendário Juliano, da Era de Cristo, teve início a uma terça-feira e terminou também a uma terça-feira, e a sua letra dominical foi F.
| Ano completo                       |
| ---------------------------------- |
| Ano comum com início à terça-feira |

## Eventos
- Os árabes tomam Cartago dos bizantinos, arrasando-a completamente.